# Reklamegave
En reklamegave er et produkt, typisk med logo, som gives af en virksomhed for at markedsføre og brande virksomheden.
Man kan overordnet dele reklamegaver op i generiske reklamegaver og kampagnespecifikke reklamegaver.

## Generiske reklamegaver
Generiske reklamegaver er produkter som markedsfører virksomheden eller brandet generelt. Eksempler kunne være kuglepenne, notesblokke, nøglesnore, t-shirt osv.

## Kampagnespecifikke reklamegaver
Kampagne specifikkereklamegaver laves specifikt til en enkelt kampagne og har, ud over virksomhedens brand eller logo, et målrettet budskab. Desuden skal selve produktet gerne understrege og underbygge kampagnens budskab.